# Les Moles (Sant Pere de Torelló)
Les Moles és una masia de Sant Pere de Torelló (Osona) protegida com a Bé Cultural d'Interès Local.

## Descripció
Edifici aïllat format per diverses construccions adossades, amb una torre que hi sobresurt.

## Història
Fins al 1926 les Masies de Sant Pere de Torelló tenien el seu propi ajuntament. Aquest estava emplaçat a Moles i tenia l'obligació de donar menjar i acolliment als captaires.
Moles apareix documentada des del segle xiii. El topònim fa referència a les dues pedres de forma circular que componen el molí ordinari.